# Камерон Пуертас
Камерон Пуертас (ісп. Cameron Puertas, нар. 18 серпня 1998, Лозанна) — іспанський футболіст, півзахисник саудівського клубу «Аль-Кадісія». Виступав також за клуби «Лозанна» й «Уніон Сент-Жілуаз». Володар Кубка Бельгії та Суперкубка Бельгії.

## Ігрова кар'єра
Камерон Пуертас народився 1998 року в швейцарському місті Лозанна, та є вихованцем футбольної школи місцевого клубу «Лозанна». Професійну футбольну кар'єру розпочав 2018 року в основній команді клубу «Лозанна», в якій грав до 2022 року, взявши участь у 94 матчах чемпіонату. У 2022 році Пуертас перейшов до бельгійського клубу «Уніон Сент-Жілуаз». У складі брюссельської команди іспанський футболіст у 2024 році став володарем Кубка Бельгії та Суперкубка Бельгії. З 2024 року Пуертас грає в саудівському клубі «Аль-Кадісія».

## Титули і досягнення
- Володар Кубка Бельгії (1):

«Уніон Сент-Жілуаз»: 2023–2024
- Володар Суперкубка Бельгії (1):

«Уніон Сент-Жілуаз»: 2024